# مفوضية التقييم والتقدير
مفوضية التقييم والتقدير (بالإنجليزية: Assessment and Evaluation Commission)‏ هي لجنة في السودان ترصد وتدعم تنفيذ اتفاقية السلام الشامل (CPA). وقد كلفت اللجنة الاقتصادية لأفريقيا بإجراء تقييم منتصف المدة لترتيبات الوحدة الموضوعة.
أعضاء المفوضية هم ممثلون عن حكومة الوحدة الوطنية (ثلاثة من حزب المؤتمر الوطني وثلاثة من الحركة الشعبية لتحرير السودان)؛  شهد مفاوضات السلام التي أدت إلى إنشاء اتفاقية السلام الشامل ممثلون من الهيئة الحكومية الدولية المعنية بالتنمية (إيقاد) (كينيا وإثيوبيا)؛ وممثلون من إيطاليا وهولندا والنرويج والمملكة المتحدة والولايات المتحدة،. يتمتع الاتحاد الأفريقي وجامعة الدول العربية والاتحاد الأوروبي والأمم المتحدة بمركز مراقب. عمل السير ديريك بلامبلي كرئيس للمفوضية منذ 11 فبراير 2008. 
من أجل مساعدة مفوضية التقييم والتقدير على أداء مهمتها، تلزم اتفاقية السلام الشامل أطراف اتفاقية السلام الشامل (حزب المؤتمر الوطني والحركة الشعبية لتحرير السودان) بالعمل مع المفوضية بهدف تحسين المؤسسات والترتيبات التي تم إنشاؤها بموجب اتفاقية السلام الشامل وجعل وحدة السودان جاذبة لشعب جنوب السودان. أيضا، يمكن للمفوضية تقديم تقارير إلى رئاسة جمهورية السودان (ونشرها بموافقة الرئاسة)، وتقديم المشورة للرئاسة بشأن الترتيبات والمؤسسات التي تم إنشاؤها بموجب اتفاقية السلام الشامل، وتشكيل فرق التحقق بشأن أي أسئلة تتعلق باتفاقية السلام الشامل. وتقييم الوفاء بالالتزامات الدولية ودعم تنفيذ اتفاقية السلام الشامل، بموجب القواعد الإجرائية للمفوضية.
تعقد المفوضية جلسات عامة شهرية يحضرها ممثلو الأطراف وأعضاء مجموعات العمل والأمانة التنفيذية. يقدم رئيس المفوضية تقييماته ونتائجه إلى مكتب الرئاسة. 
تستخدم المفوضية تفويضها بتقديم تقرير تقييم منتصف المدة إلى الرئاسة في 8 يوليو 2008. كما أثبتت المشاركة النشطة للجنة الاقتصادية لأوروبا في أزمة منطقة أبيي، والسفر إلى أبيي وتوفير بيئة حيث يمكن للأطراف المعنية التفاوض على خارطة طريق أبيي، أن تكون عاملاً فعالاً في دعم تنفيذ اتفاقية السلام الشامل. 
لدى مفوضية التقييم والتقدير مكاتب في الخرطوم وجوبا. 

## الوضع القانوني
تم إنشاء مفوضية التقييم والتقدير (AEC) وفقاً لاتفاقية السلام الشامل (CPA). تدعو المادة 2-4 من اتفاقية السلام الشامل إلى إنشاء لجنة تقييم وتقدير «لرصد تنفيذ اتفاق السلام». يتم تحديد التكوين والمهام والموقع الدقيق للمفوضية بموجب المرسوم الجمهوري رقم 36 المؤرخ 30 أكتوبر 2005.

## الهيكل التنظيمي
يتم تنظيم المفوضية في مجموعات عمل ولها سكرتارية تنفيذية. هناك أربع مجموعات عمل للمفوضية، يركز كل منها على بروتوكول في اتفاقية السلام الشامل: 
- توزيع السلطة
- توزيع الثروة
- الترتيبات الأمنية
- ثلاث مناطق ( أبيي وجنوب كردفان والنيل الأزرق )

ويترأس هذه المجموعات أعضاء من المجتمع الدولي، وتعمل في جلسة مغلقة بشأن قضايا التنفيذ مع أعضاء اللجنة والخبراء الفنيين. تتضمن الاجتماعات الشهرية بشكل متكرر العروض التقديمية والتقارير الخاصة التي تقدمها الوزارات واللجان الحكومية والسلطات ذات الصلة. وتقدم التقارير المرحلية لكل مجموعة إلى اللجنة على أساس منتظم. 
تعمل السكرتارية التنفيذية باعتبارها العنصر اللوجستي والتشغيلي والإداري للمفوضية. ويدير الأمين التنفيذي الوحدات المتخصصة في الخدمات العامة والمالية والبحوث ودعم تكنولوجيا المعلومات حسب توجيهات رئيس المفوضية. 

## روابط خارجية
- AEC-Sudan.org الموقع الرسمي للجنة التقييم والتقدير
- العلاقات بين الشمال والجنوب - CPA and AEC ، موقع السفارة النرويجية في الخرطوم ، 19 يناير 2006
- النرويج تقود لجنة مراقبة السلام في السودان [وصلة مكسورة]   ، البعثة النرويجية إلى موقع الأمم المتحدة على شبكة الإنترنت ، 11 نوفمبر 2005.